# Illerkanal
Als Illerkanal werden zwei Wasserkanäle bezeichnet, die zur Energiegewinnung parallel zur Iller in den Jahren ab 1910 bzw. in den Jahren 1919–1927 gebaut wurden. Die EnBW, die LEW und weitere Firmen betreiben mit ihm mehrere Laufwasserkraftwerke.

## Verlauf
Das flussaufwärts gelegene Kanalbauwerk nimmt seinen Anfang als linksseitiger Abzweig aus der Iller bei Mooshausen, einem Ortsteil von Aitrach, und wird nach etwa 20 Kilometer bei Kirchberg an der Iller in die Iller zurückgeleitet. In diesem Abschnitt befinden sich vier Illerkraftwerke der EnBW: IKW II bei Tannheim, IKW III bei Unteropfingen, IKW IV bei Dettingen und das Klein-Wasserkraftwerk Mooshausen.
Der zweite Illerkanal, der 1910 fertiggestellt wurde, zweigt ca. 900 Meter flussabwärts bei Filzingen, einem Ortsteil von Altenstadt (Iller) nach rechts von der Iller ab und mündet nach ca. 31 Kilometer in Neu-Ulm in die Donau. Im oberen Teil betreibt die „Untere Iller AG“ (UIAG), ein Tochterunternehmen der LEW und der E.ON Wasserkraft drei Wasserkraftwerke in Altenstadt, Untereichen und Au. Nach einem Abfluss hin zur Iller bei Kanalkilometer 12 wird der Illerkanal vorübergehend auch als „Wieland-Kanal“ bezeichnet, da er direkt durch das Gelände der Wieland-Werke verläuft, die auf ihrem Werksgelände ein firmeneigenes Wasserkraftwerk betreiben. Im Stadtgebiet Neu-Ulm betreiben die Stadtwerke Ulm/Neu-Ulm (SWU) das Wasserkraftwerk Ludwigsfeld und das Wasserkraftwerk Neu-Ulm.
Im letzten Abschnitt, kurz vor der Einmündung in die Donau, befindet sich als Trainingsgelände die Kanu-Slalom-Strecke der „Ulmer Paddler“, die auch vom Verein „Ulmer Kanufahrer e.V.“ genutzt wird.

## Geschichte
In den Jahren 2010 bis 2012 wurde für etwa 6 Millionen Euro die bestehende Brücke über dem linksseitigen Illerkanal und die A7 bei Kirchdorf an der Iller abgebrochen und eine neue Brücke errichtet. Im darauffolgenden Jahr 2013 erneuerte der Eigentümer das Einlaufbauwerk am Illerkanal beim Wehr Mooshausen. Deswegen wurde der Kanal bis zum Kraftwerk Tannheim trockengelegt.